# Albert van Benthem
Albert van Benthem (Amsterdam, 28 mei 1974) is een Nederlandse zanger en acteur die zich toelegt op het zingen van voornamelijk Nederlandstalige muziek.

## Biografie
Reeds op jonge leeftijd bleek dat de passie van Van Benthem lag bij zingen en acteren. Zijn repertoire bestaat voornamelijk uit covers van Nederlandstalige feest- en apres skimuziek. Hij gaf echter ook een aantal eigen singles uit, waaronder Jij bent de liefste voor mij, Verliefd zijn, Man zonder zorgen en Wij dansen de wereld rond.
De doorbraak voor Albert van Benthem vormde zijn hoofdrol in een reclame van KPN begin 2009. Hierin speelde hij zanger 'Fons' die zijn doorbraak in Duitsland mist doordat hij met autopech langs de snelweg staat. De single Viva Casablanca, die in deze reclame te horen is, werd niet door Van Benthem zelf ingezongen en mag om juridische redenen ook niet door hem worden uitgevoerd.
Om die reden werd begin februari 2009 de single Viva, viva Casanova uitgebracht. Het nummer werd geschreven door Adrian Hoes. Dit nummer kwam in de week van 14 februari op nummer negentien binnen in de Single Top 100. In maart 2009 is zijn gelijknamige debuutalbum uitgekomen.
Op 27 februari was Albert van Benthem te gast in het programma Top of Flop, gepresenteerd door Paul de Leeuw en Giel Beelen.
Het Hollandse feestduo Gebroeders Ko bracht over Alberts alter ego "Fons" de single "Nie praten nie, nie zinge nie" uit, wat een grote carnavalshit was in 2009.

## Discografie

### Albums
- 2009: Viva, viva Casanova

### Singles
| Single met eventuele hitnotering(en) in de Nederlandse Top 40 | Datum van verschijnen | Datum van binnenkomst | Hoogste positie | Aantal weken | Opmerkingen            |
| ------------------------------------------------------------- | --------------------- | --------------------- | --------------- | ------------ | ---------------------- |
| De Reiger                                                     | 2009                  | 18-07-2009            | 80              | 3            | Samen met Roy Raymonds |
| Viva Casanova                                                 | 2009                  | 14-02-2009            | 13              | 9            |                        |
| Beter dan ooit                                                | 2009                  | 24-10-2009            | 26              | 6            |                        |